# Výjevy z Mojžíšova života
Výjevy z Mojžíšova života (italsky Prove di Mosè) je název nástěnné fresky namalované italským renesančním umělcem Sandro Botticellim.
Freska je součástí nástěnné výmalby Sixtinské kaple, vytvořené v letech 1481 - 1482 pro papeže Sixta IV.
Hlavní postava - Mojžíš - je zde zachycena v událostech a scénách z různých dob. Scény vycházejí z knihy Exodus (druhé knihy Mojžíšovy). Vpravo dole Mojžíš zabíjí Egypťana, který udeřil Izraelce; nad touto scénou utíká, protože se dozvěděl, že vražda, kterou spáchal, je odhalena. Ve středu zahání pastýře, kteří bránili Jethrovým dcerám napojit stáda a sám vytahuje vodu ze studny.
Poslední dvě scény zachycují dvě významné epizody z Mojžíšova života: vlevo nahoře se Mojžíšovi zjevuje Bůh v podobě hořícího keře a přikazuje mu obout si sandály, vlevo dole ho vidíme na čele svého národa, jak ho vyvádí z egyptského zajetí.